# 文教地区
文教地区（ぶんきょうちく）とは、教育施設が多く集まっている地区の呼称。主に不動産広告では、学校・図書館・博物館・美術館などの施設が集まっている地域を指す。
日本ではこの他、都市計画法第9条第13項に規定する特別用途地区で定義され、地方公共団体の文教地区建築条例により指定された地域には、建築用途制限がある（後述）。
外国の例では、イギリス・ロンドンの文教地区ブルームスベリー、ラッセル・スクウェア・キャンパス（ロンドン大学所属の東洋アフリカ研究学院）、アメリカのオハイオ州クリーブランド東部の文教地区ユニバーシティ・サークル、ペンシルベニア州ピッツバーグのオークランド、アルトゥーナ地域文教地区、マサチューセッツ州ボストンのロングウッド医療文教地区、中部リトアニア共和国のヴィリニュス文教地区、ナイジェリアのラゴス、ポルトガル・リスボンのサンタマリア・デ・ベレン、メキシコ・メキシコシティのメキシコ国立自治大学文教地区、中国の新京南嶺地区、上海市閔行区、香港の九龍北部九龍塘、香港島西部の薄扶林、台湾の後勁駅界隈などがある。

## 建築用途制限
日本では主に都道府県や市町村の条例により、「文教地区」指定を受けた地域における一部の業態の店舗の営業が禁止、または制限される場合がある。制限される業態は地区によって様々で、教育・学術機関の集約を重視し、住宅や事務所の建築すら禁止される例（幕張新都心文教地区） や、病院が禁止対象に含まれる例（西宮市） などもある。
以下に東京都の場合の例を示す（第一種文教地区では規制されるが、第二種文教地区では規制されないものは斜字で示す）。
1. キャバレー、料理店、ナイトクラブ、ダンスホール、喫茶店などで風営法の適用をうけるもの
2. ホテルまたは旅館
3. 劇場、映画館、演芸場または観覧場
4. マーケット（市場を除く）
5. 遊技場、遊戯場（学校附属のものを除く）
6. 旧公害防止条例（昭和24年東京都条例第72号）別表に掲げられていた作業を常時行う工場
7. 勝馬投票券発売所、場外車券売場および勝舟投票券発売所
8. 前各号の建築物に類するもので、環境を害し、または風俗をみだすおそれがあると認めて知事が指定するもの。具体的には以下のとおり。
  1. 共同住宅の主として住戸または住室のある階に設ける飲食店
  2. 1.以外の飲食店で第一種低層住居専用地域、第二種低層住居専用地域、第一種中高層住居専用地域および第二種中高層住居専用地域に設けるもの。ただし、第二種中高層住居専用地域内に設ける飲食店は、酒類提供飲食店に限る（営業の常態として、通常主食と認められる食事を提供して営むものを除く）

## 日本の例

### 北海道地方
- 鉄西・幌北（札幌駅北口界隈）
- 旭町 (札幌市)
- 緑ヶ岡（釧路市）

### 東北地方
青森県
- 青森市浦町

秋田県
- 手形学園町

岩手県
- 盛岡市上田
- 盛岡天満宮門前の通り沿い

宮城県
- 東北大学・宮城教育大学・東北工業大学周辺（仙台市）

### 関東地方
茨城県
- つくば市筑波研究学園都市

栃木県
- 戸祭山（宇都宮北部）

埼玉県
- さいたま市浦和区（浦和駅・北浦和駅周辺）
- さいたま市大宮区（大宮駅周辺）
- 越谷市 （せんげん台駅～北越谷駅周辺）
- 東松山市高坂駅西口（大東文化大学周辺）

千葉県
- 千葉市美浜区（幕張新都心 文教地区）
- 千葉市稲毛区西千葉（千葉大学周辺）
- 千葉市中央区本千葉（千葉大学（医系）周辺）
- 千葉市緑区
- 市川市国府台・菅野・八幡（国府台駅～京成八幡駅周辺）
- 習志野市津田沼駅南口（千葉工業大学周辺）
- 柏市柏の葉（柏の葉キャンパス）

東京都
- 千代田区番町周辺
- 千代田区御茶ノ水・神田駿河台
- 文京区目白台と関口
- 文京区本郷（東京大学周辺）
- 新宿区大久保
- 新宿区早稲田（早稲田大学周辺）
- 渋谷区神宮前・千駄ヶ谷
- 豊島区目白（学習院大学周辺）
- 豊島区池袋・西池袋（立教大学周辺）
- 板橋区加賀
- 小金井市武蔵小金井駅・東小金井駅周辺（東京学芸大学周辺）
- 国立市国立駅中心とした町内半径1.3キロメートルの範囲（一橋大学周辺）
- 町田市玉川学園（玉川学園周辺）
- 八王子市東中野を中心とした地域（中央大学・明星大学・帝京大学周辺）

神奈川県
- 横浜市港北区日吉（慶應義塾大学周辺）
- 川崎市多摩区・向ヶ丘遊園駅周辺
- 相模原市南区文京（相模大野駅周辺）

### 中部地方
新潟県
- 浦佐駅周辺（南魚沼市）

長野県
- 西長野

山梨県
- 甲府市酒折（山梨学院大学周辺）

静岡県
- 長泉町（三島市文教地区）
- 西奈（静岡市）
- 安東（大岩・北安東）（静岡市）
- 布橋（浜松市）
- 城北（浜松市）

愛知県
- 名古屋大学周辺尾張丘陵地区一帯[4][5]
- 扶桑町扶桑北

岐阜県
- 岐阜市東長良
- 恵那市明智

石川県
- 本多町 (金沢市)
- 広坂 (金沢市)

福井県
- 日新 (福井市)

三重県
- 伊勢市倉田山
- 伊賀市上野

### 近畿地方
滋賀県
- びわこ文化公園都市

奈良県
- 学園前
- 生駒駅周辺

京都府
- 今出川通：上京区烏丸今出川（同志社大学周辺）・左京区百万遍（京都大学周辺）
- 左京区南部
  - 岩倉
  - 下鴨
  - 岡崎
- 伏見区深草・藤森

大阪府
- 上町台地（大阪市中央区・天王寺区・阿倍野区）

兵庫県
- 神戸研究学園都市
- ポートアイランド西岸
- 本山山麓
- 住吉地区
- 神戸市六甲台（神戸大学周辺）
- 西宮市上ケ原（関西学院大学周辺）
- 姫路公園周辺（本町 (姫路市)）
- 播磨科学公園都市

和歌山県
- 和歌山城周辺（伏虎、吹上、高松）
- 和歌山大学前（ふじと台）

### 中国地方
岡山県
- 中区 (岡山市)

広島県
- 千田町 (広島市)
- 広島市幟町

### 四国地方
徳島県
- 城東町 (徳島市)
- 北前川町
- 中徳島町
- 山城町 (徳島市)
- 南常三島町（徳島市）
- 北常三島町（徳島市）
- 山城西（徳島市）

高知県
- 高知市永国寺町・追手筋・丸ノ内

### 九州地方
福岡県
- ひびきの（北九州学術研究都市）
- 北九州市浅川
- 唐人町
- 西新（福岡市早良区）
- 馬出（九州大学病院周辺）
- 高宮 (福岡市)
- 福岡ドームの周辺地域
- 御井町（久留米市）

熊本県
- 黒髪 (熊本市)
- 大江 (熊本市)
- 交通局前停留場 (熊本県) 界隈
- 水前寺駅北口側

大分県
- 大分市
  - 明野
  - 上野ヶ丘（上野丘陵）

宮崎県
- 宮崎市
  - 大宮地域自治区（旧大宮村）
  - 中央西地域自治区（旧大宮村）
  - まなび野（キャンパスタウンまなび野）
  - 宮崎学園都市
    - 清武町木原
    - 木花地区（学園木花台）

沖縄県
- 儀保周辺（那覇市）
- 西原町
- 南上原（中城村）